# جیووانی لانفرانکو (بازیکن والیبال)
جیووانی لانفرانکو (انگلیسی: Giovanni Lanfranco؛ زادهٔ ۹ مهٔ ۱۹۵۶) بازیکن والیبال اهل ایتالیا است.